# JBIG2
JBIG2는 조인트 바이레벨 이미지 전문가 그룹이 개발한 바이너리 레벨을 위한 이미지 압축 표준이다.

## 같이 보기
- JBIG